# Wolfsaga
Die Wolfsaga ist ein 1994 erschienenes Buch von Käthe Recheis. Die Protagonisten sind, anders als in ähnlichen Büchern der Autorin, hierbei jedoch keine Menschen, sondern Wölfe. Sie alle fliehen vor dem Rudel Zahllos, welches unter der Führung Schogar Kans ihr Heimatland verwüstet.
Das Buch wurde 1994 mit dem Jugendbuchpreis der Stadt Wien und 1995 mit dem Österreichischen Kinder- und Jugendbuchpreis ausgezeichnet.

## Inhalt
Ahkuna, die Leitwölfin, lebt zusammen mit ihrem Gefährten Palo Kan, den alten Wölfen Wuk und Wok, ihren drei Jungwölfen Imiak, Sternschwester, Schiriki und ihren zwei Welpen Itsi und To friedlich im Tal der Flüsternden Winde nach Waka, dem Gesetz. Doch eines Tages kommt das gefürchtete Rudel Zahllos mit seinem Anführer Schogar Kan in ihr Tal, das ausgezogen ist, um sich alle Wolfsrudel untertan zu machen. Sie werden vor die Wahl gestellt entweder zu kämpfen oder sich dem Rudel anzuschließen. Ahkuna und Palo Kan beschließen, da sie schon alt sind und sowieso bald nach Kaam (= das Land nach dem Tod) müssen, sich Schogar Kan zu stellen und nach Kaam zu gehen. Schogar Kan, der alle überragt, tötet sie, die anderen fügen sich. Doch die Wölfe – besonders der schüchterne Schiriki – fühlen sich in diesem neuen unnatürlichen Leben nicht wohl. Imiak und Schiriki fliehen nach einer Auseinandersetzung, Sternschwester folgt ihnen bald darauf. Was sie nicht wissen können: der Häher Schak, ein alter Freund, hat bemerkt, dass Ahkuna noch schwach lebte und päppelt sie wieder auf. Ahkuna zieht auf den Berg zu Hota, dem alten weisen Bären, der ihr Gesellschaft leistet. Als Schak beobachtet, wie Schiriki, Sternschwester und Imiak fliehen, erzählt er es Ahkuna, die ihn ausschickt um dem Rest des Rudels bei der Flucht zu helfen und sie zu den drei Jungwölfen zu führen. Es gelingt ihnen. Nun wieder vereint zu sein und zu wissen, dass Ahkuna lebt, gibt ihnen Mut, den sie auch brauchen auf dem langen Weg in das von Schogar Kan noch nicht eroberte Land. Am Ende dieser langen Reise finden sie aber auch Freunde, die noch nicht unter der Herrschaft Schogar Kans stehen. Nach etlichen Jahren begeben sie sich in neuer Zusammenstellung zurück in ihr verwüstetes Tal und Schiriki stellt sich schließlich Schogar Kan. In einer letzten Auseinandersetzung kann er ihn dazu bewegen, auf seine Alleinherrschaft zu verzichten und Waka, das Gesetz, wieder zu den Wölfen zurückkehren zu lassen.

## Figuren

### Ahkuna
Die Leitwölfin des Rudels, welches die Hauptrolle spielt. Bevor sie getötet wurde, war ihr Gefährte Palo Kan. Beim Kampf mit Schogar Kan wird Ahkuna schwer verletzt, aber von Schak wieder aufgepäppelt. Daraufhin zieht sie mit ihm auf den Berg von Hota, dem alten Bären. Dort sinkt sie immer tiefer in Träume aus ihrer Vergangenheit und gelangt nur selten zu klarem Bewusstsein. Als am Ende des Buches klar wird, dass Schogar Kan besiegt ist, entschläft sie friedlich.

### Palo Kan
Bevor er von Schogar Kan getötet wurde, war er Leitwolf und stärkster Wolf des Rudel. Seine Gefährtin war bis zu seinem Tod Ahkuna. Sie nennt ihn liebevoll "Vater meiner Welpen".

### Wuk und Wok
Zwei Wölfe, die vor längerer Zeit im Rudel geboren sind, es aber nie verlassen haben. Sie sind sich so ähnlich, dass sie auch ähnlich klingende Namen erhalten haben. Beide sind erfahrene Jäger und für das Rudel unverzichtbar. Ihre Hauptaufgabe ist die Aufzucht und Ausbildung der Welpen. Beide haben keine Gefährtin, und überlassen dem viel jüngeren Imiak bereitwillig die Führung über das Rudel.

### Tokala
Ehemalige Gefährtin von Tika Kan, die sich allein am See niedergelassen hat, um vor Schogar Kans Rudel in Sicherheit zu sein. Ahkunas Wölfe treffen auf der Flucht auf sie, als sie dort rasten. Sie bleiben eine ganze Weile und versorgen Tokalas Wunden, die sie sich auf der Jagd nach Beute zugezogen hat. Als sie weiter flüchten müssen, geht Tokala ins Wasser, weil sie weiß, dass sie eine Belastung darstellt und nie mehr selbstständig jagen kann.

### Mahana
Eine Wölfin, die sich vor dem Anfang des Buches in das Rudel einbettelte. Später schließt sie sich Schogar Kan an und wird die Gefährtin von Tika Kan, dem Leitwolf des Nachbarrudels. Von dem Augenblick an lässt sie keine Gelegenheit aus, ihr ehemaliges Rudel zu schikanieren. Später schwört sie, Imiak eines Tages zu töten. Sie bleibt bis zu ihrem Tod eine treue Anhängerin von Schogar Kan und stirbt schließlich, vom Hunger fast wahnsinnig geworden, indem sie sich in einem Fluss ertränkt.

### Imiak
Zu Anfang des Buches ein Jungwolf von Ahkuna und Palo Kan und Bruder von Schiriki und Sternschwester. Im Verlauf des Abenteuers wird er zum Leitwolf des Rudels. Mit "Imiak Kan" (= dem Ehrentitel für Leitwölfe) wird er allerdings erst am Ende der Geschichte angeredet. Unter der Herrschaft von Schogar Kan erzählt er die alte Geschichte von Waka, dem Gesetz, und wird daraufhin zusammen mit Schiriki verstoßen. Die anderen folgen ihnen. Bei dem Aufenthalt des Rudels im Sandland bekommt er eine Gefährtin, die später mit ihm zieht und seine Leitwölfin wird.

### Schiriki
Ein Jungwolf von Ahkuna und Palo Kan und Bruder von Imiak und Sternschwester. Er ist immer der Nachdenkliche und bietet während des Abenteuers Schogar Kan dreimal die Stirn. Im Laufe des Abenteuers lernt er mit Waka zu reden und holt einmal den totgeglaubten Schak aus Kaam zurück. Später ist er es, der Schogar Kan vertreibt. Er hat nie eine Gefährtin.

### Sternschwester
Schwester von Schiriki und Imiak. Ihr helles Fell leuchtet in der Nacht, deswegen gab Schiriki ihr den Namen "Sternschwester". Sie ist Schirikis engste Vertraute und bleibt ein Leben lang bei ihm, obwohl sie fortgehen und sich einem anderen Rudel hätte anschließen können. Sie liebt ihren schmächtigen Bruder und spendet ihm Trost.

### Itsi und To
Itsi und To sind die Welpen des Rudels. Sie haben unter Schogar Kan besonders zu leiden, da sie noch klein sind und die Ereignisse um sie herum nicht verstehen. Außerdem müssen sie den Tod ihres Vaters verkraften. Später schließen sie Freundschaft mit den Hogalawelpen Skruff und Min, die am Ende auch ihre Gefährten werden.

### Schak
Schak ist ein Häher, ein Buntgeflügelter, der sich als junger Vogel mit Ahkuna angefreundet hat. Seine Späße und sein Gezeter muntern die Wölfe auf und vertreiben ihnen die Zeit. Er ist Ahkunas treuer Freund, er bewahrt sie vor dem Tod und begleitet sie zu Hota auf den Berg. Später schickt sie ihn los, ihr Rudel von Schogar Kan wegzuführen. Er ist der treueste Freund der Wölfe aus dem Tal.

### Adsini
Eine zierliche Wölfin aus der Hogala. Sie ist immer fröhlich, rettet die Wölfe vor dem sicheren Verdursten in der sengenden Wüstensonne und wird später Imiaks Gefährtin. Sie verlässt mit den Wölfen aus dem Tal ihre geliebte Hogala und ihre Sippe und wird später die Mutter von Imiaks Welpen werden.

### Schogar Kan
Ein Wolf aus dem Norden, der von der Idee besessen ist, alle Wolfsrudel der Welt zu einem alles und jeden beherrschenden "Rudel Zahllos" zusammenzufassen und somit "Leitwolf aller Leitwölfe" zu werden. Er tötet Palo Kan im Kampf um die Herrschaft im Rudel und verstößt später Imiak, Schiriki und Sternschwester aus seinem Rudel, nachdem Schiriki die alte Geschichte von Waka, dem Gesetz erzählt hat. Nach der Rückkehr des Rudels vom Tal wird er in einer letzten Auseinandersetzung von Schiriki bezwungen. Schogar Kan kommt kurz darauf bei dem Felssturz, der das ganze Tal verwüstet, ums Leben.